# Trimak
Trimak fou la marca comercial dels motocarros que fabricà l'empresa Trimak, SA a Madrid entre el 1959 i 1967 i, d'ençà d'aleshores i fins al 1974, la seva successora Trimacar, SAE a Barcelona. Fundada per l'enginyer aeronàutic polonès establert a Espanya Estanislao Makowiecki Pomian, Trimak tenia la fàbrica al carrer Ronda de Toledo de Madrid i el taller de prototipus a Gualba, Vallès Oriental, on Makowiecki tenia una torre.

## Història
Estanislao Makowiecki havia treballat a Citroën i a la fàbrica d'avions Dewoitine. Quan els alemanys van envair França durant la Segona Guerra Mundial va fugir a Espanya i va trobar feina a la fàbrica d'avions AISA, on fou responsable del disseny, construcció i proves de l'avioneta Aisa AVD 12. El 1959 va fundar la seva pròpia empresa, el nom de la qual ve de TRIciclos MAKowiecki, per a produir tricicles comercials amb cabina tancada i comandaments d'automòbil, tipus motocarro, propulsats per un motor de dos temps de 250 cc anomenat LEW 250 que era una còpia en part d'un motor de motocicleta DKW. L'empresa va comercialitzar tres models principals amb una càrrega autoritzada de 700 kg: el Trimacar 600 (amb caixa de càrrega oberta), el Trimacar 700 (tipus furgoneta) i el Trimacar 800 (tipus furgoneta "capitoné", amb remolc de més alçada). Sota comanda es podien demanar variacions com ara cisternes, regadores de carrers, vehicles de trabuc i altres.
Durant la Fira de Mostres de Barcelona de 1963, Trimak va preparar un tricicle amb carrosseria especial monoplaça i una cabina semblant a la d'un avió, amb una mena de timó darrere del pilot i unes petites aletes per tal que les rodes del darrere tinguessin un perfil aerodinàmic. Aquest vehicle es va fabricar només com a reclam publicitari i se li van arribar a cronometrar 135 km/h. Aquell mateix any, un responsable dels negocis de la família Rockefeller a Europa anomenat Kalinski, amic personal de Makowiecki, invertí en l'empresa amb la intenció de passar a la fabricació d'automòbils, però no es va poder aconseguir l'autorització del Ministeri d'Indústria franquista i l'empresa va acabar fent fallida el 1967, coincidint amb l'arribada d'altres furgonetes més grans de quatre rodes (tipus DKW bicilíndrica). Els creditors varen quedar-se aleshores amb la fàbrica i la traslladaren a Barcelona, on els Trimak se seguiren fabricant fins al 1974, tot i que amb motor de Seat 600 en comptes del LEW 250.